# Total War
Total War est une série de jeux vidéo de stratégie issue de la franchise du même nom appartenant à Sega et développée par Creative Assembly sur PC.
La plupart des jeux de la série combinent des éléments de stratégie au tour par tour, de gestion ainsi qu'en temps réel durant les batailles.

## Jeux
| Titre                                 | Année de sortie | Système d'exploitation       | Extensions |
| ------------------------------------- | --------------- | ---------------------------- | --- |
| Shogun: Total War                     | 2000            | Windows                      | L'Invasion mongole |
| Medieval: Total War                   | 2002            | Windows                      | Invasion Viking |
| Rome: Total War                       | 2004            | Windows, macOS               | Invasion barbare, Alexandre |
| Medieval 2: Total War                 | 2006            | Windows, macOS, Linux        | Kingdoms |
| Empire: Total War                     | 2009            | Windows, macOS, Linux        | The Warpath Campaign |
| Napoleon: Total War                   | 2010            | Windows, macOS               | The Peninsular Campaign |
| Total War: Shogun 2                   | 2011            | Windows, macOS, Linux        | L'Essor des Samuraïs (DLC), La Fin des Samuraïs (Standalone) |
| Total War Battles: Shogun             | 2012            | Windows, macOS, iOS, Android | |
| Total War: Rome 2                     | 2013            | Windows, macOS               | César en Gaule (DLC), Hannibal aux portes (DLC), Le courroux de Sparte (DLC) |
| Total War: Attila                     | 2015            | Windows, macOS, Linux        | Le Dernier Romain (DLC), L'Âge de Charlemagne (DLC) |
| Total War Battles: Kingdom            | 2015            | Windows, macOS, iOS, Android | |
| Total War: Arena                      | 2015            | Windows, macOS, Linux        | |
| Total War: Warhammer                  | 2016            | Windows, macOS, Linux        | Guerrier du Chaos (DLC), Blood for the Blood God (DLC), Call of the Beastmen (DLC), The Grim and the Grave (DLC), The King and the Warlord (DLC), Realm of The Wood Elves (DLC), Norsca (DLC) |
| Total War: Warhammer 2                | 2017            | Windows, macOS, Linux        | Blood for the Blood God II (DLC), Rise of the Tomb Kings (DLC), The Queen & the Cone (DLC), Curse of the Vampire Coast (DLC)                                                                  |
| Total War Saga : Thrones of Britannia | 2018            | Windows, macOS, Linux        | |
| Total War: Three Kingdoms             | 2019            | Windows, macOS, Linux        | Yellow Turban Rebellion, Eight Princes |
| Total War Saga: Fall of the Samuraï   | 2019            | Windows, macOS, Linux        | |
| Total War Saga: Troy                  | 2020            | Windows, macOS, Linux        | |
| Total War: Warhammer 3                | 2022            | Windows, macOS, Linux        | |
| Total War: Pharaoh                    | 2023            | Windows, macOS, Linux        | |

## Série principale
La série principale se divise en deux parties : la 1re génération et la 2e génération.
La 1re génération est constituée de : Shogun: Total War, Medieval: Total War, Rome: Total War et de Medieval II: Total War.
La 2e est constituée de : Empire: Total War, Napoleon: Total War, Total War: Shogun II, Total War: Rome II, Total War: Attila, Total War: Warhammer, Total War: Warhammer II et Total War: Three Kingdoms.
On distingue les deux groupes grâce à la sortie de Pixel Shader en version 1, 2, ou 3, il permet à la deuxième série d’être abordée avec la Haute Définition et la Ultra HD à partir de Total War: Rome 2.
En juillet 2017, Creative Assembly annonce Total War Saga, une série de jeux de la mêmes franchise mais centrés sur des événements et lieux particuliers ; le système de jeu est donc le même. Le premier opus est Total War Saga: Thrones of Britannia, sorti le 3 mai 2018.

### Shogun: Total War
L'action du jeu se déroule au pays du soleil levant pendant l'époque « Sengoku-jidaï » ; le pays est alors déchiré par les rivalités entre les daimyo, les seigneurs guerriers, chacun ayant pour ambition de devenir le maître suprême du Japon : le Shogun. Le joueur incarne l'un d'entre eux. Enrichi de séquences du film Ran d'Akira Kurosawa, le jeu est en 2D et en 3D et allie stratégie et action. Stephen Turnbull, historien, contribua à donner au jeu un réalisme historique.

### Medieval: Total War
Medieval: Total War reprend le même système de jeu que l'opus précédent. Outre le fait que le jeu se passe en Europe et sur le pourtour méditerranéen, le jeu présente de nombreuses évolutions, particulièrement en mode campagne. La religion est très présente sur la carte, il y en a 6 différentes qui affectent particulièrement la loyauté des provinces. On peut produire pour certaines d'entre elles des unités diplomatiques, mais aussi organiser une guerre sainte.
L'apparition des princesses, unité diplomatique, permet de former des alliances par mariage. Les unités navales font également leur apparition : contrairement à l'opus précédent, dans lequel les troupes pouvaient aller d'un port à un autre sans soucis, le joueur doit désormais embarquer ses unités terrestres dans une flotte pour les déplacer à travers les mers.

### Rome: Total War
Rome: Total War se déroule à l'époque de la République romaine. La première extension, Barbarian Invasion, sort le 27 septembre 2005. Une édition Gold contenant le jeu original avec toutes ses mises à jour et sa première extension en un seul DVD (au lieu de trois pour le jeu original sur CD-ROM) est publiée le 14 février 2006, une version sur CD-ROM est également produite pour ceux qui n'ont pas de lecteur de DVD. Par la suite, Rome: Total War: Alexander, est annoncé le 10 mai 2006 et sort le 19 juin 2006 en téléchargement avant de sortir en boite. Une compilation du jeu original comprenant les deux extensions, Rome: Total War Anthology, sort le 16 mars 2007. Une version Mac de Rome: Total War Gold Édition sort le 12 février 2010. Il s'agit d'un port natif Mac de la version Windows, développé par Feral Interactive.

### Medieval II: Total War
Medieval II: Total War est une suite à Medieval: Total War qui sort le 10 novembre 2006 en Europe et le 14 novembre en Amérique du Nord. Le jeu comprend des caractéristiques beaucoup plus détaillées, notamment avec l'âge des découvertes (et de la colonisation des Amériques), et les invasions Mongols et Timourides. Un kit d'extension, Medieval II: Total War: Kingdoms est annoncé le 30 mars 2007 et sort le 28 août 2007. L'édition Gold du jeu, qui contient le jeu original et le pack d'extension, sort le 1er février 2008.
L'extension Kingdoms contient 4 campagnes : la campagne Britannia, située dans les îles britanniques en 1258 sous le règne de Henry III d'Angleterre ; la campagne des croisades se déroule en Palestine en 1174 ; la campagne teutonique, prend place dans la région de la Baltique de l'Europe orientale en 1250 ; et la campagne des Amériques, située dans le Nouveau Monde en 1521, pendant le déclin des civilisations aztèques et mayas.

### Empire: Total War
Empire: Total War est annoncé le 22 août 2007 par Sega. Il est développé secrètement depuis la sortie de Barbarian Invasion. Il est situé dans le XVIIIe siècle jusqu'au début XIXe siècle. Pour la première fois dans un jeu Total War, les joueurs ont la possibilité de jouer en 3D en temps réel les batailles navales. Le jeu comprend une grande campagne comparable à celle de son prédécesseur : Medieval 2: Total War. De plus, la possibilité de retrouver l'indépendance américaine et de faire jouer les tribus et confédérations indiennes rend le jeu plus complet.
Empire: Total War sort le 3 mars en Amérique du Nord et le 4 mars en Europe 2009. Le kit d'extension, The Warpath Campaign, sort en octobre 2009. Cette extension est située dans les Amériques, dans laquelle le joueur peut contrôler l'une des cinq nations autochtones américaines.

### Napoleon: Total War
Napoléon: Total War sort le 23 février 2010 en Amérique du Nord et le 26 février en Europe. Le jeu se concentre principalement sur la politique et les grandes campagnes militaires au début du XIXe siècle. Le jeu est proposé sous plusieurs éditions : l'édition Standard, l'édition Impériale et l'édition de l'Empereur (disponible en Australie et en Nouvelle-Zélande uniquement). Les joueurs assument le rôle de Napoléon Bonaparte, ou un de ses principaux rivaux. Comme son prédécesseur, Napoléon dispose d'une campagne spéciale suivant les débuts du général.

### Total War: Shogun II
Sorti le 15 mars 2011, l'action du jeu se déroule au Japon médiéval vers le milieu du XVIe siècle. Le jeu sort 10 ans après Shogun: Total War et contient 11 factions ainsi que des batailles en 3D. Le nom du jeu s'inverse (Le terme Total War précède le titre Shogun 2) afin de bien marquer l'appartenance à une série.
L'extension Total War: Shogun 2: La Fin des Samouraïs sort le 23 mars 2012 et propose au joueur de participer aux conflits nés de l'ouverture du Japon à l'Occident au XIXe siècle. Le titre offre une campagne à traverser avec l'une des 10 factions disponibles, 6 batailles historiques et un mode multijoueur.

### Total War: Rome II
Sorti le 3 septembre 2013, Total War: Rome 2 fait suite à Rome: Total War, avec, en outre, une carte de campagne plus grande, s'étendant bien plus à l'Est, ainsi que de nouvelles civilisations, une diplomatie et une intelligence artificielle plus poussées, et une nouvelle génération de moteur graphique 3D. De plus, le jeu permet des possibilités tactiques encore plus élaborées avec une possibilité de déployer des troupes terrestres depuis des unités navales dans un champ de bataille, comme dans la démonstration du siège de Carthage présentée aux journalistes en août 2012.

### Total War: Attila
Sorti en février 2015, Total War: Attila est un standalone de Total War: Rome II permettant de prendre part aux invasions barbares alors que le peuple nomade des Huns, mené par Attila dévaste le monde avec raids, sacs et pillages. Dans ce jeu, il est possible d'incarner l'Empire romain d'Orient et l'Empire romain d'Occident, l'Empire sassanide, les Huns, certains Royaumes germaniques (tel les Francs) ou certains peuples en migration (tel les Vandales).
Le jeu propose plusieurs contenus téléchargeables débloquant certaines factions : le pack « Longues-barbes » ajoutant les Lombards, les Burgondes et les Alamans ; le pack « Ancêtres Vikings », ajoutant les Jutes, les Danois et les Geats ; le pack « Celtes », ajoutant les Pictes, les Calédoniens et les Eblani ; le pack « Empires of Sand Culture Pack », ajoutant les Aksoumites, les Himyar et les Tanoukhides.
Le jeu ajoute également de nombreuses améliorations de gameplay par rapport à son prédécesseur Total War: Rome II, notamment le retour de l'arbre de famille, d'un arbre technologique et de compétences beaucoup plus lisible, et une interface revue.
Il est désormais possible de nommer des gouverneurs à la tête de provinces, de dévaster une région après l'avoir capturée ou de l'abandonner pour que l’ennemi ne puisse pas profiter de ses richesses. La politique reçoit aussi de nombreuses modifications. Ainsi, le pouvoir est influencé par deux facteurs : le soutien populaire et le contrôle de la situation. Le premier est calculé par la somme de l'influence des personnages de la famille du joueur contre ceux du parti adverse. Le second dépend des actions des personnages et des divers événements plus ou moins aléatoires.
Les unités militaires possèdent des niveaux (niveau I, II et III) qui déterminent leur évolution. Par exemple, l'unité « Lanceur Hun » (niv. II) peut évoluer en « Lanceur Hun d'élite » (niv. III) une fois la technologie concernée recherchée.
Les armées des peuples nomades ou en migration peuvent se déplacer en horde et avoir leurs propres bâtiments, une horde fonctionne donc presque comme une ville.
Enfin les sièges ont été revus, ainsi plus un siège est long, plus la ville tombe en ruine, il est possible de démarrer un incendie avec des onagres ou avec des flèches enflammées et les tours à flèches sont devenues très puissantes.

### Total War: Warhammer
Annoncé le 22 avril 2015, le jeu représente un changement dans la série, puisqu'il se déroule dans l'univers heroic fantasy de Warhammer. Le jeu annoncé semble relater le conflit entre quatre factions importantes de cet univers : l'Empire, les Peaux-Vertes, les Nains et les Comtes Vampires, auxquelles s'ajoute en toile de fond un invité surprise : le Chaos. Deux extensions individuelles pour le jeu sont annoncées.

### Total War: Warhammer II
Annoncé le 31 mars 2017, le jeu proposera quatre factions s'affrontant pour contrôler ou détruire le Grand Vortex : les Hauts-Elfes, les Elfes Noirs, les Hommes-Lézards et les Skavens. Ce jeu se déroulera sur une toute nouvelle campagne narrative ayant lieu sur les vastes continents de Lustrie, Ulthuan, Naggaroth et des Terres du Sud. Pour ceux possédant déjà le premier opus Total War: Warhammer, il sera possible de fusionner les cartes de campagne des deux jeux afin de créer une seule carte immense, permettant aux joueurs d'incarner n'importe quelle race des deux jeux.
Cet opus est sorti le 28 septembre 2017.

### Total War: Three Kingdoms
Prévu pour le 7 mars 2019, Three Kingdoms est le premier jeu de la saga à s'inspirer d'une histoire romancée. En effet, il reprend la trame et les personnages du conte Les Trois Royaumes, qui servent de toile de fond à la guerre qui ravage la Chine de l'époque.

### Total War: Warhammer III
Sorti en février 2022, la campagne principale se situe au sein du "Royaume du Chaos", annoncé comme étant la source de toute magie dans l'univers Warhammmer Fantasy.

## Total War Saga
Annoncée en 2018 avec Thrones of Britannia, cette sous-licence de Total War reprend le même système de jeu et la même direction artistique. Son objectif est néanmoins de se focaliser sur des périodes/événements précis de l'Histoire, en les mettant sous un jour plus précis.

### Total War Saga: Thrones of Britannia
Premier jeu de la sous-franchise Total War Saga, ce jeu se concentre sur la Grande-Bretagne du IXe siècle. On y retrouve des royaumes divisés et menacés par les différentes invasions vikings. Cet opus est sorti le 3 mai 2018.

### Total War Saga: Fall of the Samuraï
À la base sorti en 2012 en tant qu'extension de Shogun 2, ce jeu a été intégré à Total War Saga en août 2019 par Creative Assembly. Il suit la violente modernisation du Japon lors du XIXe siècle, et le renversement progressif du shogunat.

### Total War Saga: Troy
Vendu gratuitement le jour de sa sortie, le 13 août 2020, Total War Saga : Troy prends place dans l’Iliade d'Homère, pendant la guerre de Troie. Le joueur peut diriger plusieurs factions achéennes ou troyennes dont Troie, Sparte, Mycènes ou encore Ithaque, dirigées par les héros du récit d'Homère.  (Agamemnon pour Mycènes, Ménélas pour Sparte, Ulysse pour Ithaque et Pâris ou Hector pour Troie) Reprenant le système de duels de héros de Total War Three Kingdoms, le joueur pourra faire s'affronter ces derniers sur le champ de bataille. 
Pouvant choisir entre réalisme et mythe, et suite à plusieurs contenus additionnels, le joueur peut également recruter des monstres de la mythologie grecque dans son armée, comme le Minotaure ou l'Hydre de Lerne. En mode historique, ces derniers auront une apparence réaliste laissant deviner l'origine du mythe. Ainsi le Minotaure sera ici un humain musclé, grimé en bête sauvage.
D'autres factions sont jouables en DLC comme les Amazones de Hippolyte & Penthésilée ou encore Salamine et Argos avec respectivement Ajax & Diomède comme héros.

## Jeux dérivés

### Spartan: Total Warrior
Sorti en 2005 sur PlayStation 2, Xbox et Gamecube, Spartan: Total Warrior est un hack'n'slash construit sur des batailles à grande échelle. Plutôt que d'adhérer à des exactitudes historiques, The Creative Assembly s'inspire de la mythologie grecque et romaine pour élaborer un cadre qui permet d'ajouter des éléments fantastiques. Le joueur prend le rôle d'un guerrier spartiate, guidé par Arès, chargé de combattre l'invasion de l'Empire romain. Le titre propose des modes de jeu « campagne » et « arène ». Le mode campagne se déroule sur 14 niveaux tandis que le mode arène amène les joueurs à survivre aux assauts ennemis de difficulté croissante.

### Total War Battles: Shogun
Sorti le 20 avril 2011 sur iOS et Android, Total War Battles: Shogun se situe durant le Japon féodal. Le jeu propose de la stratégie en temps réel et combine de la gestion de troupes et de bâtiments. Le système de jeu utilise des tuiles hexagonales pour le mouvement et le placement des unités. Une fonctionnalité clé du gameplay applique le code Bushido, où une fois les unités déplacées vers l'avant, elles ne peuvent plus reculer.

### Total War: Arena
Total War: Arena est un jeu multijoueur sorti en bêta le 22 février 2018, il s'agit d'un free-to-play. Mais le 23 novembre de la même année, les développeurs conjoints Creative Assembly et Wargaming.net annoncent la fermeture du jeu pour le 22 février 2019, faute de succès.
Le jeu revient par la suite en 2020 sur serveur chinois, racheté par NetEase, mais quelques mois plus tard le jeu ferma pour de bon. 

### Total War Battles: Kingdom
Total War Battles: Kingdom sort le 9 mars 2015 sur PC en version bêta. Il s'agit d'un jeu prévu pour sortir sur Windows, iOS et Android et centré sur l'époque médiévale. Faute de joueurs, les serveurs du jeu sont fermés le 28 avril 2022.